# Iniciativa de Agujeros Negros
La Iniciativa de Agujeros Negros, (Black Hole Initiative, BHI) es un programa interdisciplinario de la Universidad de Harvard que incluye los campos de Astronomía, Física y Filosofía, y que se dice fue el primer centro en el mundo en centrarse en el estudio de los agujeros negros. 
Algunos participantes notables son: Sheperd Doeleman, Peter Galison, Avi Loeb, Ramesh Narayan, Andrew Strominger y Shing-Tung Yau. La inauguración del BHI tomó lugar el 18 de abril de 2016 y fue asistida, entre otros por el conocido físico-teórico Stephen Hawking.

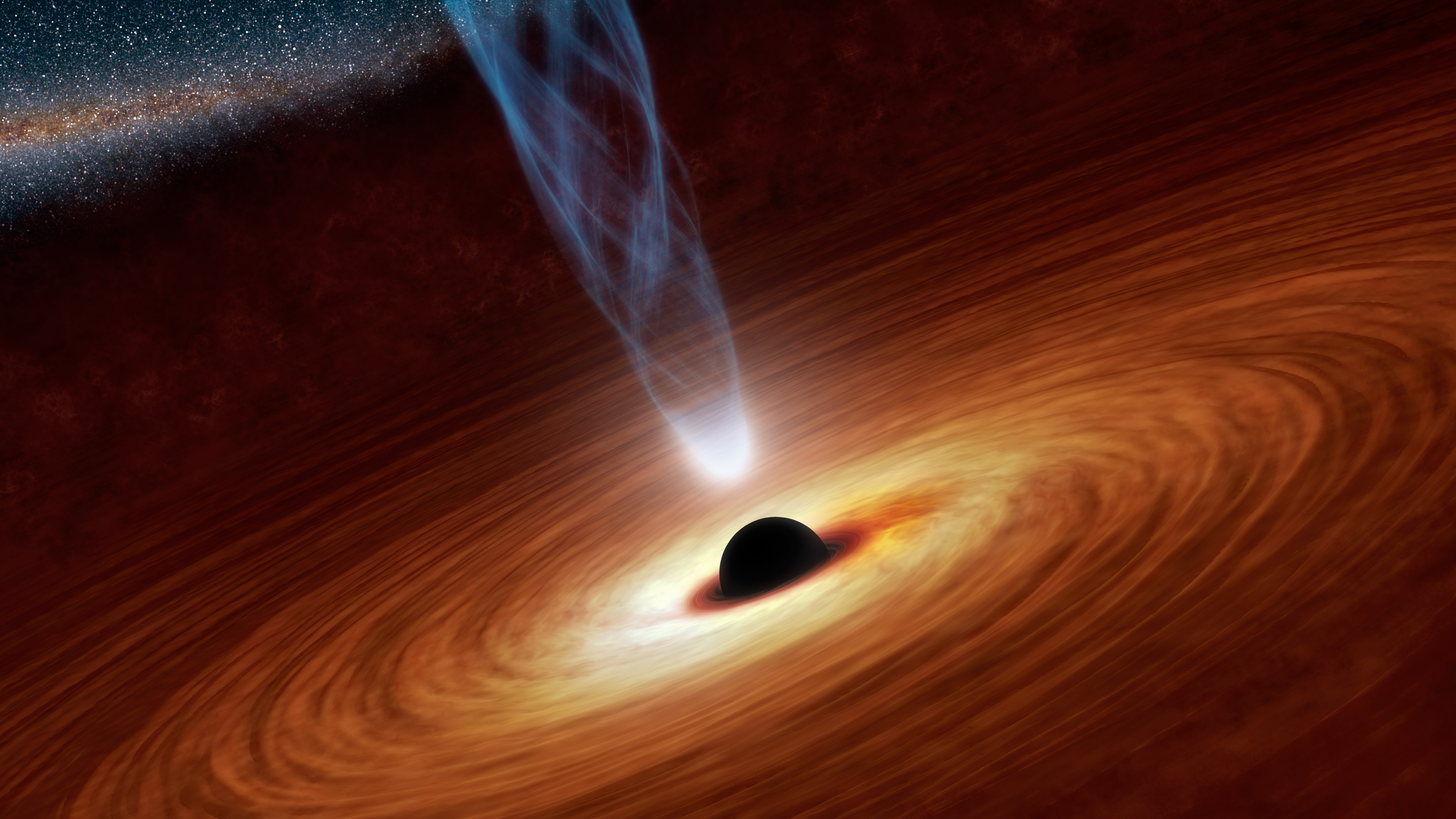
Agujero negro con corona y fuente de rayos X (concepto artístico).

Si el determinismo — la previsibilidad del universo — se viene abajo con los agujeros negros, se podría quebrar de igual manera en otras situaciones. Incluso peor, si el determinismo se viene abajo, tampoco podemos estar seguros de nuestra historia pasada. Los libros de historia y nuestros recuerdos podrían ser meras ilusiones. Es el pasado el que nos dice quienes somos. Sin este, perdemos nuestra identidad.
Stephen Hawking